# Wavrans-sur-l’Aa
Wavrans-sur-l’Aa [wavʁɑ̃ syʁ la] (niederländisch Waverant) ist eine französische Gemeinde mit 1.211 Einwohnern (Stand: 1. Januar 2022) im Département Pas-de-Calais in der Region Hauts-de-France. Sie gehört zum Arrondissement Saint-Omer und zum Kanton Lumbres.

## Geographie
Wavrans-sur-l’Aa liegt etwa zehn Kilometer südwestlich von Saint-Omer an der Aa. Die Gemeinde ist Teil des Regionalen Naturparks Caps et Marais d’Opale.
Nachbargemeinden von Wavrans-sur-l’Aa sind Elnes im Westen und Norden, Esquerdes im Nordosten, Remilly-Wirquin im Osten, Ouve-Wirquin im Südosten, Merck-Saint-Liévin im Süden sowie Wismes im Südwesten.

## Bevölkerungsentwicklung
| Jahr                       | 1962 | 1968 | 1975 | 1982 | 1990 | 1999 | 2006 | 2013 | 2020 |
| Einwohner                  | 853  | 897  | 938  | 1035 | 1196 | 1225 | 1297 | 1302 | 1240 |
| Quellen: Cassini und INSEE |      |      |      |      |      |      |      |      |      |

## Persönlichkeiten
- Véronique Bédague (* 1964), Wirtschaftswissenschaftlerin

## Sehenswürdigkeiten
- Kirche Saint-Omer
- frühere Eisenbahn von Anvin

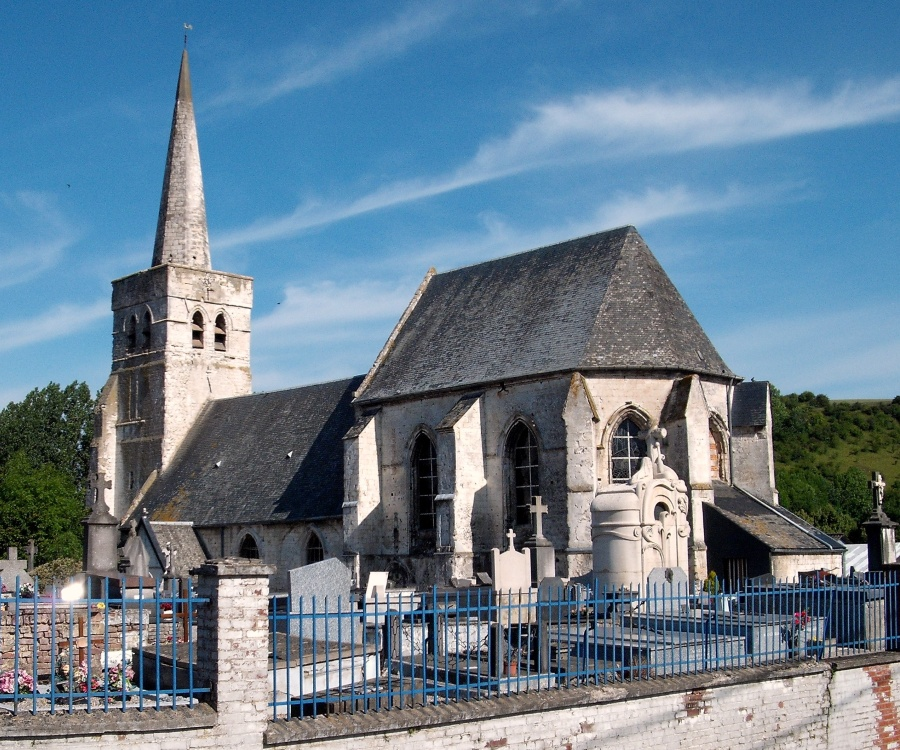
Kirche Saint-Omer

- Naturschutzgebiet Höhlen von Acquin-Westbécourt